# 普里莫爾斯基區 (阿爾漢格爾斯克州)

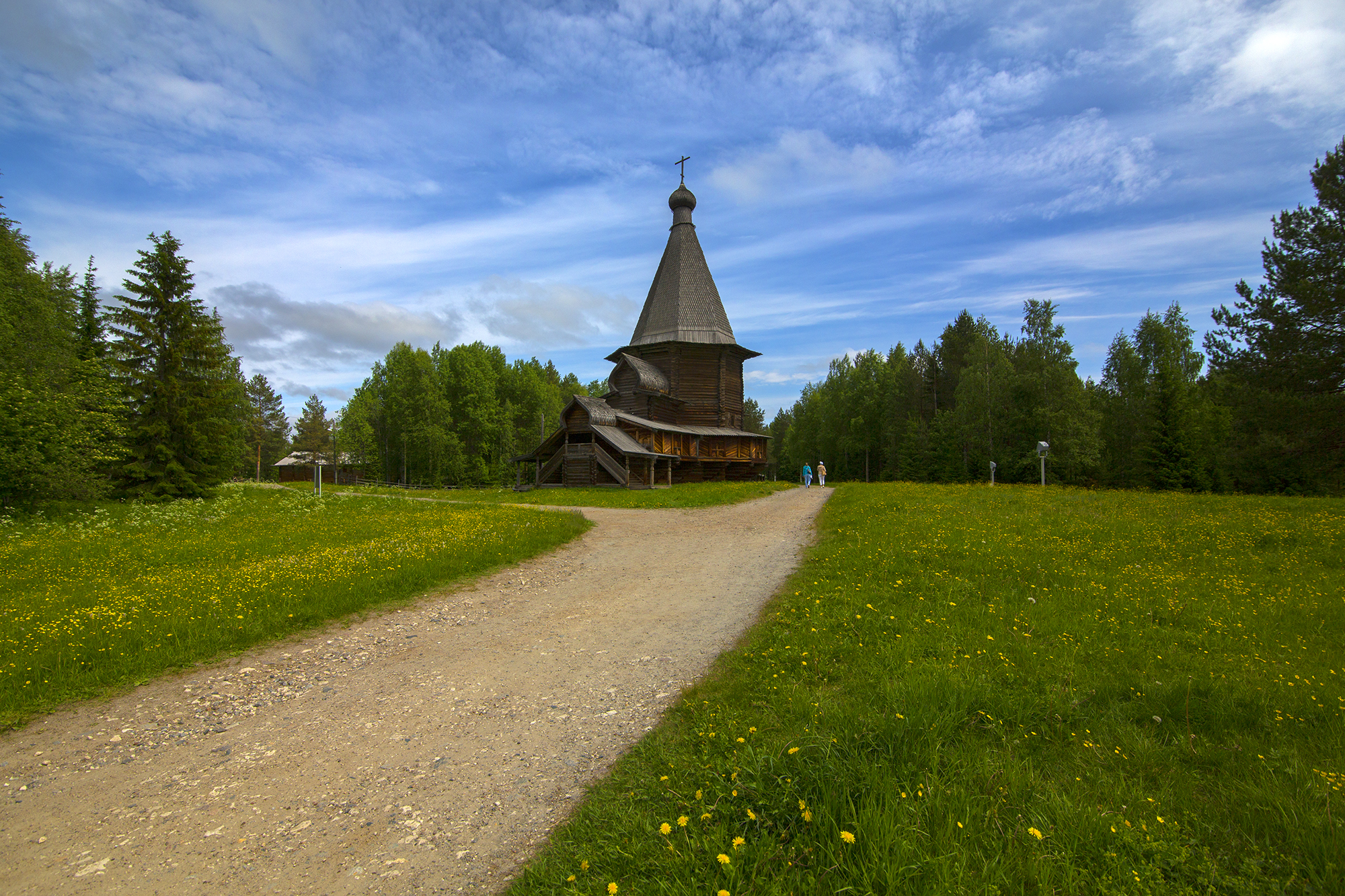

64°58′N 37°41′E / 64.967°N 37.683°E
普里莫爾斯基區（俄语：Приморский район），是俄羅斯的一個區，位於該國西北部，由阿爾漢格爾斯克州負責管轄，始建於1929年7月15日，面積46,100平方公里，2010年人口25,466，人口密度每平方公里0.55人。